# Tomas Kaiser
Tomas Kaiser (ur. 2 grudnia 1956 roku w Saelen) – szwedzki kierowca wyścigowy.

## Kariera
Kaiser rozpoczął karierę w międzynarodowych wyścigach samochodowych w 1978 roku od startów w Szwedzkiej Formule Ford 1600. Z dorobkiem ośmiu punktów uplasował się na trzynastej pozycji w klasyfikacji generalnej. W późniejszych latach pojawiał się także w stawce Formuła 3 Radio Trent Trophy, Brytyjskiej Formuły 3, Europejskiej Formuły 3, Szwedzkiej Formuły 3, Niemieckiej Formuły 3, Europejskiej Formuły 2, European Endurance Championship, Grand Prix Makau oraz Formuły 3000.
W Europejskiej Formule 2 Szwed startował w latach 1982-1984. W pierwszych dwóch sezonach startów nie zdobywał punktów. W 1984 roku uzbierane trzy punkty dały mu jedenaste miejsce w końcowej klasyfikacji kierowców.
W Formule 3000 Szwed startował w latach 1985-1987 z brytyjską ekipą BS Automotive. W pierwszym sezonie startów w ciągu siedmiu wyścigów, w których wystartował, uzbierał łącznie trzy punkty. Dało mu to czternaste miejsce w klasyfikacji generalnej. Rok później Kaiser zdobył cztery punkty. Został sklasyfikowany na trzynastej pozycji w końcowej klasyfikacji kierowców. W 1987 roku nie zdobywał już punktów.